# 1. FFC 08 Niederkirchen
Maillots
1. FFC 08 Niederkirchen (nom complet: 1. Frauenfußballclub 08 Niederkirchen e. V.) est un club de football féminin situé à Niederkirchen dans le Land de Rhénanie-Palatinat en Allemagne. Avant la réunification, il fut un des bons clubs du football féminin allemands. Actuellement, FFC 08 Niederkirchen joue en Regionalliga Sud-Ouest.

## Palmarès
- Championnat d'Allemagne : 1993